# Amt Lohrhaupten
Das Amt Lorhaupten war ein Amt, das zunächst zur Grafschaft Rieneck und später zur Grafschaft Rieneck-Rothenfels gehörte.

## Funktion
In der Frühen Neuzeit waren Ämter eine Ebene zwischen den Gemeinden und der Landesherrschaft. Die Funktionen von Verwaltung und Rechtsprechung waren hier nicht getrennt. Dem Amt stand ein Amtmann vor, der von der Landesherrschaft eingesetzt wurde. 

## Geschichte
Ursprünglich war das Gebiet als Zehnt Frammersbach verfasst. Die Funktion des Hauptortes übernahm später Lohrhaupten. Nach dem Tod des letzten Grafen der Linie Rieneck-Rothefels 1333 kam es als Teil des Erbes an dessen Neffen, Ulrich II. von Hanau. Seitdem war es Bestandteil der Grafschaft Hanau, später der Grafschaft Hanau-Münzenberg.
Nach dem Tod des letzten Hanauer Grafen, Johann Reinhard III., fiel das Amt 1736 – zusammen mit der ganzen Grafschaft Hanau-Münzenberg – an die Landgrafschaft Hessen-Kassel, aus der Anfang des 19. Jahrhunderts das Kurfürstentum Hessen wurde. Die Kondominatsgemeinden Rieneck und Schaippach gelangten in napoleonischer Zeit an das Königreich Bayern. Im Kurfürstentum Hessen wurde das restliche Amt Lohrhaupten mit der Verwaltungsreform des Kurfürstentums Hessen von 1821 in den neu gebildeten Kreis Gelnhausen eingegliedert. 1866 wurde das Kurfürstentum nach dem Deutschen Krieg von Preußen annektiert, und das Gebiet des ehemaligen Amtes Lohrhaupten ist nach dem Zweiten Weltkrieg Bestandteil des Landes Hessens geworden. Mit der hessischen Gebietsreform wurde der ehemalige Landkreis Gelnhausen 1974 in den Main-Kinzig-Kreis eingegliedert.

## Angehörige Gemeinden
1787 gehörten zum Amt Lohrhaupten:
- Flörsbach
- Kempfenbrunn
- Lohrhaupten
- Möße (Wüstung)
- Mosborn (gegründet: 1766)

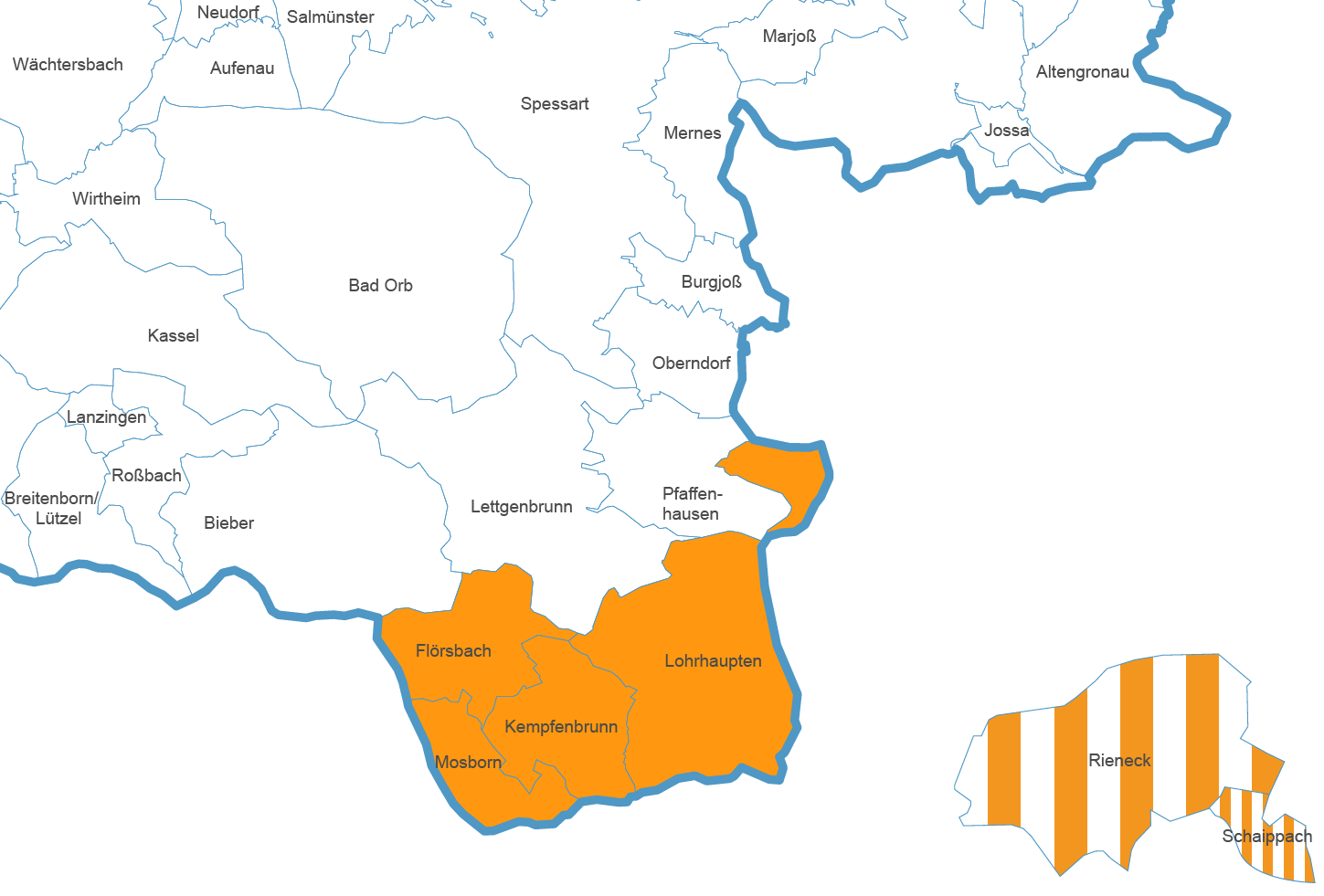

- Rieneck (1/4 zu Hanau, 3/4 Graf von Nostitz und Rieneck)
- Schaippach (1/4 zu Hanau, 3/4 Graf von Nostitz und Rieneck)